# Petrus Claudius Theodorus Malingré

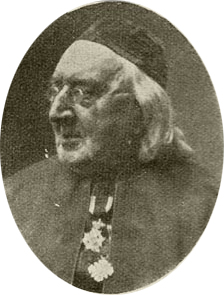
Petrus Claudius Theodorus Malingré (1826-1909)

Petrus Claudius Theodorus Malingré (Heusden, 24 november 1826 - Gouda, 16 december 1909) was een deken en bouwpastoor van de Nederlandse stad Gouda.

## Leven en werk

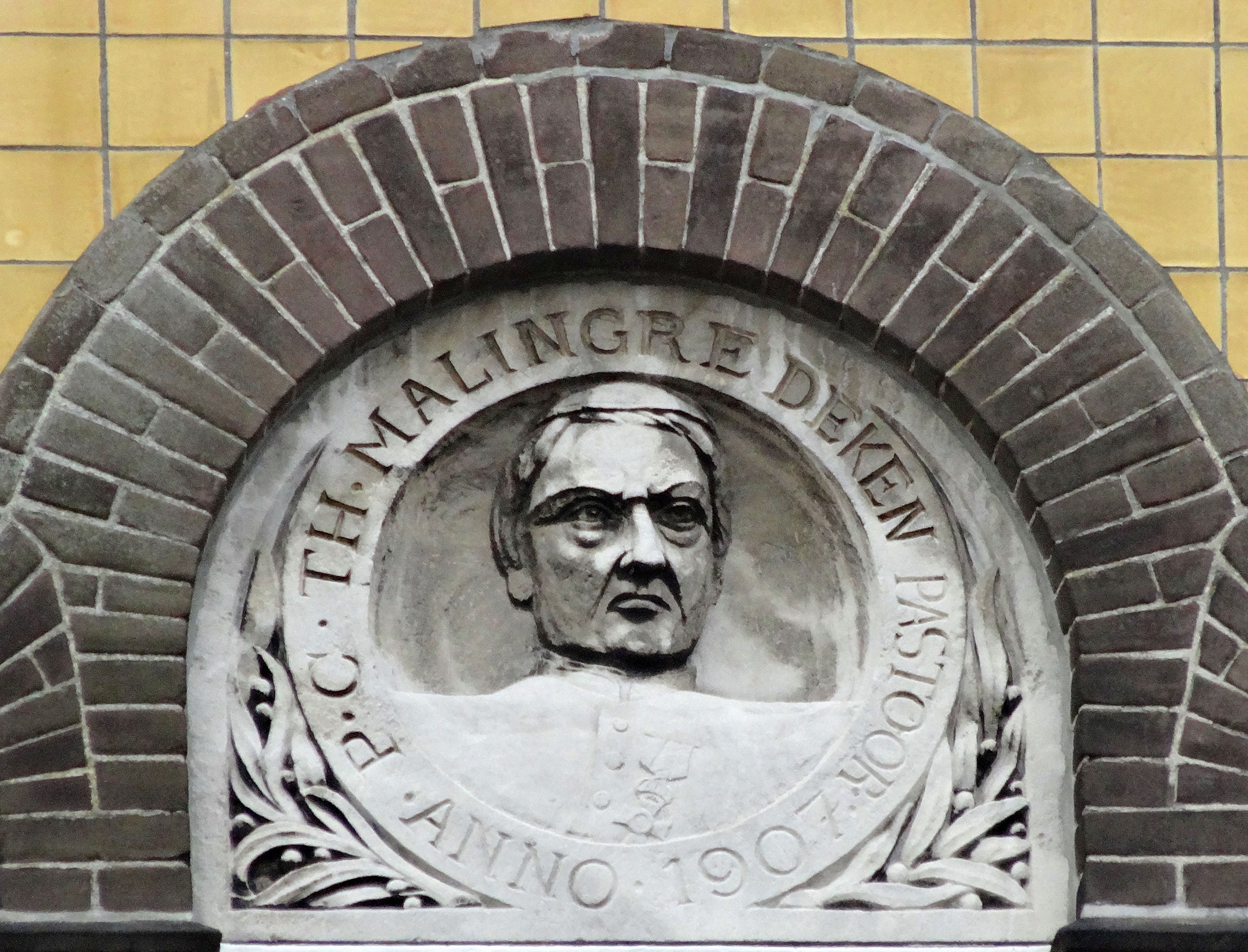
Het reliëf van pastoor Malingré in de geveltop

Malingré was een zoon van een bierbrouwer uit Heusden. Na zijn priesterwijding werd hij kapelaan in achtereenvolgens Assendelft, Leiden en 's-Gravenhage. Vervolgens werd hij pastoor van Nootdorp, waar hij zijn eerste kerk als bouwpastoor liet bouwen. Deze Sint-Bartholomeüskerk kwam in 1871 gereed. In 1876 werd hij benoemd tot deken van Gouda. Hier liet hij zijn tweede kerk bouwen, de Kleiwegkerk, die in 1879 werd ingewijd. Eveneens in Gouda liet hij een kapel bouwen op de rooms-katholieke begraafplaats. Malingré werd als beloning voor zijn verdiensten benoemd tot geheim kamerheer van Paus Leo XIII, tevens ontving hij het erekruis Pro Ecclesia et Pontifice. In 1901 werd hij benoemd tot Ridder in de Orde van Oranje-Nassau. Malingré overleed in december 1909 op 83-jarige leeftijd in Gouda. Hij werd begraven in een praalgraf aan de achterzijde van zijn kapel op de begraafplaats aan de Graaf Florisweg te Gouda.
In de geveltop van het voormalige parochiehuis op de Westhaven in Gouda is zijn beeltenis te vinden. Onder leiding van Malingré werd dit gebouw gesticht.